# イミグルセラーゼ
イミグルセラーゼ（Imiglucerase）とはグルコセレブロシダーゼの改良型酵素を製剤にした医薬品である。点滴による投与によりゴーシェ病の諸症状（貧血、血小板減少症、肝臓や脾臓の肥大、骨症状）の改善を目的としている。商品名セレザイム。ジェンザイム（2011年にサノフィの傘下となる）により開発・製造されている。
薬価が非常に高く（2023年現在、「セレザイム静注用400単位」の薬価が268846円/瓶）、2001年に特定疾患治療研究事業に認定されているため、ゴーシェ病患者は公費負担で治療を受けられる。

## 効能・効果
ゴーシェ病の諸症状（貧血、血小板減少症、肝脾腫および骨症状）の改善

## セレデースとセレザイム
セレザイム（Cerezyme）登場前は、女性が出産時に排出される胎盤より成分を抽出し製造したセレデース（Ceredase）を製造・投与していたが、エイズなどの感染症の恐れがあった。そこで新たに開発したセレザイムでは、DNA組換え技術を用いるようになる。そのため感染症のおそれはなくなった。それと共に、セレデースは製造・投与は行われなくなった。

## 製造方法
製造方法はチャイニーズハムスター卵巣細胞で産生されたヒトβ-グルコセレブロシダーゼの糖鎖を修飾し、マンノース末端にすることにより、標的細胞であるマクロファージに効率よく取り込まれるようにしてある。

## 副作用
瘙痒感、潮紅、じんま疹、血管浮腫、胸部不快感、呼吸器症状(これらの症状に低血圧を伴うことがある)